# Аборти в Польщі

Правовий статус аборту у світі:
Легальний
Легальний при зґвалтуванні та за медико-соціальними показниками
Легальний у випадках (або заборонений, окрім випадків) зґвалтування, медико-соціальних протипоказань
Заборонений, окрім випадків зґвалтування та медико-соціальних протипоказань
Заборонений, окрім випадків загрозі життю жінки та при наявності психічних і патологічних протипоказань
Заборонений без виключень
Відмінності за регіонами
Відсутні дані

Аборти в Польщі заборонені, за винятком таких випадків:
1. Якщо життя жінки перебуває під загрозою через продовження вагітності,
2. Якщо вагітність стала результатом зґвалтування,
3. Якщо плід має серйозні вади розвитку[1].

Польща — одна з небагатьох країн у світі, яка заборонила аборти після десятиліть їх повного дозволу (у час правління комуністичного режиму). Польки часто шукають можливості зробити аборт у сусідніх країнах.
Втім, на відміну від інших країн, де закон забороняє аборти, жінки в Польщі не підлягають кримінальному переслідуванню за нелегальне переривання вагітності. Для виконання аборту згідно з критеріями № 1 і 3 потрібен дозвіл лікаря, аборт у зв'язку з критерієм № 2 потребує дозволу прокурора. Якщо бажаюча зробити аборт не досягла повноліття, завжди необхідна згода її батьків.
У 2020 році Конституційний суд Польщі визнав незаконними також аборти через дефекти плода, в тому числі, несумісні з життям (завмерла вагітність). Це викликало нову хвилю масових протестів за право на аборт.

## Історія
До 1932 року аборти в Польщі були під забороною без винятків. Того ж року новий кримінальний кодекс дозволив аборти лише за медичними показаннями і (вперше в Європі) у разі, якщо вагітність стала наслідком зґвалтування. За винятком періоду німецької окупації під час Другої світової війни, цей закон діяв від 1932 до 1956 року. У 1958 році Сейм дозволив аборти у разі, якщо жінка живе у «важких умовах». Тлумачення поправки до закону змінювалося від заборони наприкінці 1950-х до дозволу аборту на вимогу в 1960-х і 1970-х. Нерідко жінки з країн, де були обмеження на аборти, як-от Швеція, відвідували Польщу, щоб виконати процедуру там.
Після повалення комуністичного режиму в Польщі розпочалися дебати про аборти. Римсько-католицька і лютеранська церкви, політики правого спрямування чинили тиск на уряд з метою заборони абортів, за винятком випадку, якщо аборт є єдиним способом врятувати життя жінки. Цьому протистояли політики лівого спрямування і більшість лібералів, вони наполягали, щоб уряд зберіг у силі закон 1956 року про аборти. Чинний нині в Польщі закон про аборти (Закон про планування сім'ї, захист людського плоду і умови для легального аборту) набрав чинності в січні 1993 року як компроміс між двома таборами.
1997 року Парламент ухвалив зміни до закону про аборти, який дозволяє переривання вагітності у випадках емоційного або соціального лиха, але Конституційний трибунал Польщі визнав, що ця зміна суперечить конституції. У грудні того самого року легальний статус абортів повернувся до положення 1993 року.

## Поточні дебати
Закон про аборти є однією з найважливіших і найбільш суперечливих тем нинішньої польської політики: партії лівого спрямування рішуче виступають за право жінки на вибір, народжувати чи ні (прочойс), помірковано налаштовані партії виступають за збереження чинного закону, партії правого крила відстоюють право зародка на життя (пролайф). Питання про введення конституційних поправок, що дозволяють або забороняють аборти, стало однією з причин розколу партії «Право і справедливість» і створення партії Prawica Rzeczypospolitej (Праве крило республіки), яку очолює Марек Юрек. Консервативні кола суспільства називають дебати про аборти заміною теми (temat zastępczy).
У червні 2011 польський рух NGO, що виступає за заборону абортів, зібрав 500 тис. підписів за введення біллю про цілковиту заборону абортів у Польщі. Більшість депутатів відкинули білль, але він набрав достатньо підтримки, щоб його відправили в комітет Сейму на розгляд як поправку до закону. Ця дія зазнала критики з боку двох правих опозиційних партій — «Право і справедливість» і «Польща-найважливіша», які висловили свою підтримку біллю. Налаштована по-лівому партія «Союз демократичних лівих сил» наполягає на політиці права на аборт і виступає проти біллю. Керівна партія «Громадянська платформа», яка вважає себе такою, що підтримує чинне законодавство, під час розгляду цього питання розкололася; понад 60 % депутатів проголосували за введення біллю.

### Громадська думка
В опитуванні European values, проведеному в травні 2005 року, 48 % поляків висловили незгоду з аргументом, що жінці слід робити аборти, якщо вона не хоче мати дітей. 47 % висловили згоду. З 10 країн, у яких відбулись опитування, Польща стала єдиною країною, де протидія абортам була більшою, ніж їх підтримка. Однак кількість противників абортів не набагато вища, ніж в інших країнах (42 % у Португалії, 41 % в Італії). Під час опитування громадської думки влітку 2011 року 76 % поляків віком від 15 до 24 років висловилися за повну заборону абортів.

### Спроби посилити закон у 2016 році
23 вересня 2016 року депутати польського Сейму прийняли в першому читанні законопроєкт, який повністю забороняє аборти в країні (за винятком випадків прямої загрози життю жінки) і вводить кримінальну відповідальність — до 5 років позбавлення волі — для всіх причетних до проведення аборту, тобто включаючи як лікаря, так і вагітну жінку. Цей законопроєкт внесено на розгляд Сейму після того, як комітет «Зупинити аборти», що його ініціював, зібрав 450 000 підписів на його підтримку і заручився схваленням католицької церкви, яка, втім, виступила проти тюремних строків для жінок.

#### Акції протесту

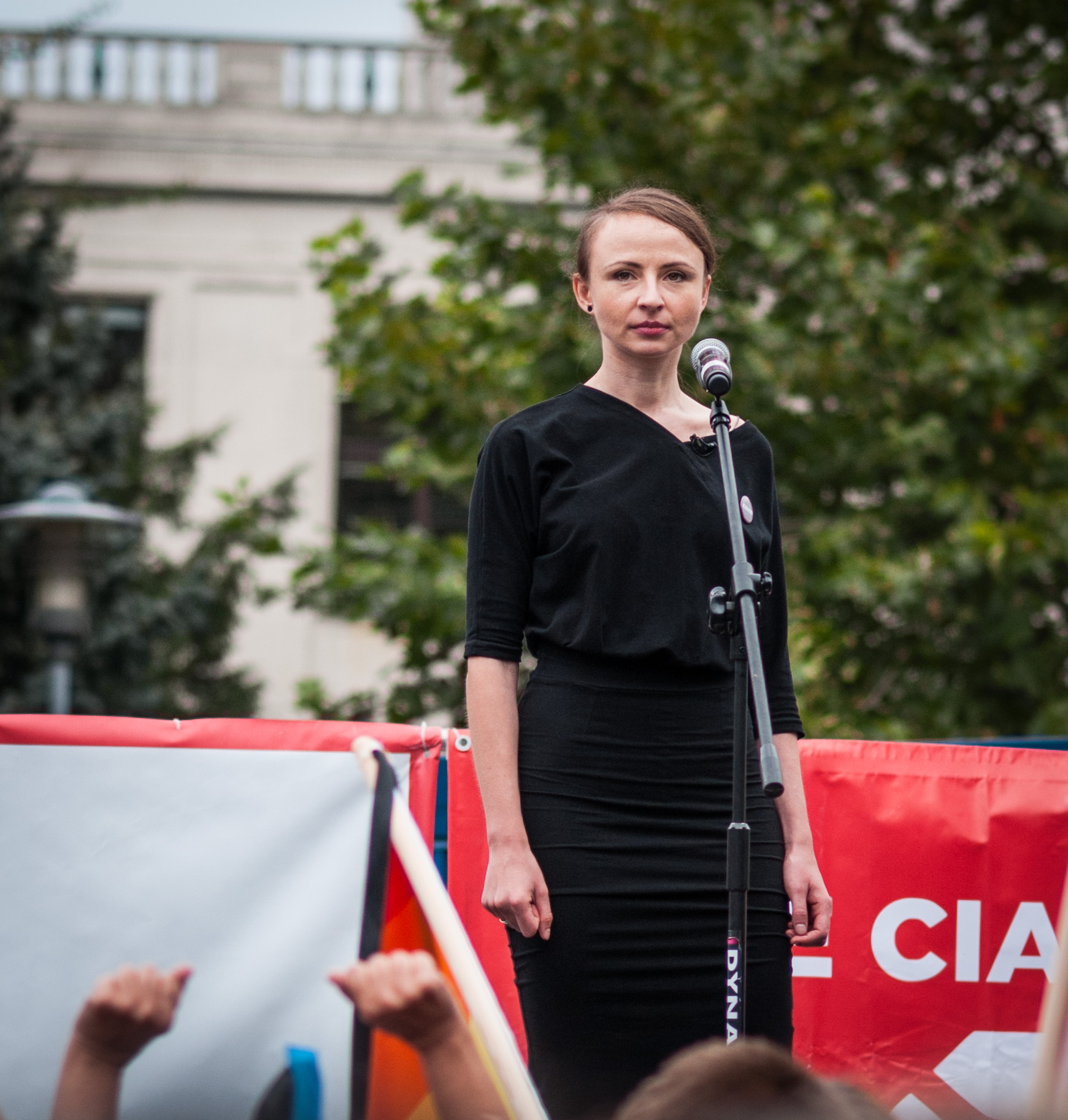
Агнешка Дзєм'янович-Бонк з партії Разом під час протестів 2016 року проти повної заборони абортів

Зазначені вище кроки стали причиною виникнення протестного руху в Польщі, який 3 жовтня 2016 року переріс у загальнонаціональну акцію протесту, яку називають «Czarny Poniedziałek» («Чорний понеділок»). Понад 100 000 полячок і поляків, одягнених у чорне, вийшли на вулиці десятків польських міст на масштабні демонстрації, висловлюючи незгоду з законопроєктом і вимагаючи його скасування.
5 жовтня комісія Сейму ухвалила рішення поставити на голосування питання щодо відмови від цього проєкту. Того ж дня в Європейському парламенті відбулася дискусія на тему становища жінок у Польщі. Зрештою на екстреному засіданні 6 жовтня 2016 року Сейм ухвалив рішення відхилити проєкт закону.

### Рішення Конституційного трибуналу 2020 року
22 жовтня 2020 року був підписаний вирок Конституційного Трибуналу Польщі Sygn. akt K 1/20 (пол. Planowanie rodziny, ochrona płodu ludzkiego i warunki dopuszczalności przerywania ciąży) більш відомий, як «Планування сім'ї, захист людського плоду та умови допустимості переривання вагітності», який обмежив перелік випадків, за якими дозволяється проведення аборту. Його підписання спричинило масові акції непокори населення та засудження світової спільноти. Законодавство щодо абортів у Польщі, навіть за винятком вказаного вироку, вважається одним із найбільш суворих в Європі. Ініціатором посилення обмежень виступили представники консервативної партії «Право і справедливість», що має більшість у сенаті. Саме вони ініціювали звернення до Конституційного Трибуналу з відповідним зверненням. Надалі, ухвалений вирок Sygn. akt K 1/20 буде розглядати Сейм Республіки Польща

#### Акції протесту
У низці міст країни почались протести проти рішення Конституційного суду.